# 박순 (고려)
박순(朴淳, ?~1402년)은 고려 말 조선 초의 무관 장군 겸 정치가로, 본관은 음성(陰城), 시호는 충민(忠愍)이다.
1384년 음서로써 하급 무관 관직에 천거된 그는 4년 후 1388년(우왕 14) 요동 정벌 때 이성계 휘하에서 종군, 위화도 회군에 앞서 이성계의 명으로 회군의 승인을 얻기 위하여 우왕에게 갔으며 1392년 조선이 개국되자 상장군(上將軍)이 되었다.
조사의의 난이 일어나자 박순은 조정의 명을 받고 반란군이 봉기한 지역에 가서 “조사의를 따르지 말라.”라고 설득하다가 반란군에게 잡혀 죽었다. 박순이 죽던 날 개경(조사의의 난 때의 조선 수도)에 올라온 장계에 따르면 태상왕 이성계가 철령을 넘어 함경도 쪽으로 들어서고 있었다고 한다.

## 전설
이 전설은 함흥차사와 관련하여 박순의 후손이 시호를 내려 달라고 올린 행장에서 연유한다고 알려져 있다.
태조 이성계가 여러 왕자를 죽이고 등극한 태종을 미워하여 함주(咸州 : 함흥)에 머물고 있자 수차 사자(使者)를 파견, 귀환을 요청했으나 모조리 사자를 죽이므로 태조와 친분이 두터운 그는 사신되기를 자원하여 1402년(태종 2) 함주에 내려가서 돌아가겠다는 태조의 확약을 받고 나서 귀로에 올랐다. 한편 그를 쫓아가 죽이자는 측근자의 간청에 못이긴 태조는 그가 용흥강(龍興江)을 건넜을 무렵 신하들의 청을 허락하면서 강을 건너갔으면 쫓지 말라는 명령을 내렸다. 그러나 박순은 도중에 급병으로 지체하다 간신히 배를 탔으나 결국 뒤를 쫓아온 사람들에게 잡혀 살해되고 말았다. 태종은 그의 공(功)을 녹(錄)하고 관직과 토지를 내렸으며, 그의 고향에 충신(忠臣)·열녀(烈女)의 두 정문(旌門)을 세우게 하였다.

## 관련 작품

### 드라마
- 《용의 눈물》(KBS, 1996년~1998년, 배우:반문섭)

## 같이 보기
- 함흥차사

## 참고 자료
- 이 문서에는 다음커뮤니케이션(현 카카오)에서 GFDL 또는 CC-SA 라이선스로 배포한 글로벌 세계대백과사전의 내용을 기초로 작성된 글이 포함되어 있습니다.